# Hafsa Hatun

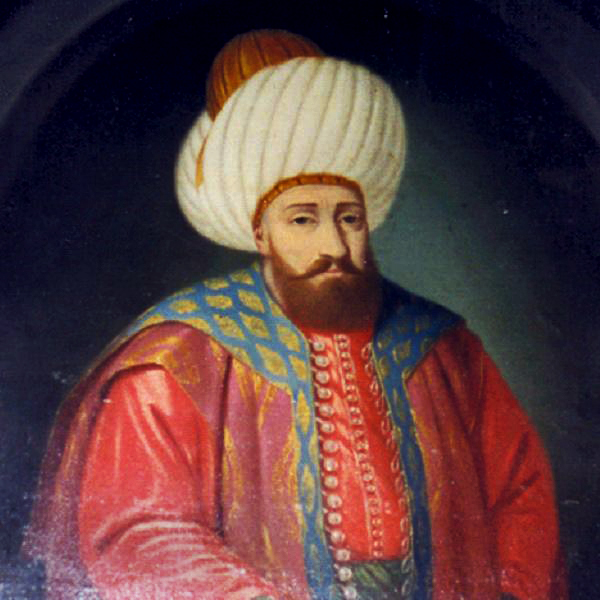
Sultán Bayezid I., Hafsin manžel

Hafsa (Hâfize) Khātun (1380-1403) byla ženou osmanského sultána Bayezida I.

## Život
Hafsa se narodila jako dcera posledního beye (prince) provincie Aydinis. Byla provdána za Bayezida I. v roce 1390, když právě v této provincii byl guvernérem. Hafsa byla známá především terorem jejího otce, poté už však byla známá jen jako manželka následníka trůnu. Byla jedna ze dvou urozených muslimských manželek sultána (druhá byla Sittişah Hatun). Nechala vystavět několik budov, které jsou však dnes už většinou jen zříceninami.

## Charita
Nechala vystavět fontány ve městě Tire a Hermitage v Bademiyi. 

### Mešita Hafsy Hatun
Byla stavěna v letech 1390-1392 za peníze, které dostala jako věno. K mešitě patřili i pozemky, na kterých se nacházely kuchyně, kde se vařilo pro chudé, lázně a koupele a také fontány. 
Všechny tyto stavby byly později zničeny, jen věž starého minaretu stále stojí. Je však také v ohrožení a očekává se, že brzy spadne.